# Список музеев Архангельской области и Ненецкого автономного округа

## Список музеев Архангельской области
| Фото | Название                                                                       | Адрес                                                                                          | Год основания                                   | Описание |
| ---- | ------------------------------------------------------------------------------ | ---------------------------------------------------------------------------------------------- | ----------------------------------------------- | --- |
|      | Архангельский литературный музей                                               | Архангельск, ул. Володарского, д.10 ( вход с ул. Чумбарова-Лучинского) тел. + 7 (8182)20-74-26 |                                                 | В Архангельске действует первый на русском Севере литературный музей. Он является одним из очагов культуры Архангельской области, пропагандистом северного поморского слова. В фондах музея собрано более 50 тыс. единиц хранения, имеющих ценность для всей России. Среди них — рукописи, фотографии и другие документальные материалы, связанные с жизнью и творчеством Федора Абрамова, Бориса Шергина, Николая Рубцова, Владимира Пичугина, Константина Коничева и других писателей. В музее постоянно действуют экспозиции, посвященные жизни и творчеству Ф. Абрамова, Б. Шергина, С. Писахова, В. Личутина, Н. Рубцова, К. Пруткова, переводчиков Марии Пиккель и Раисы Френкель и мн. др.              |
|      | Архангельский областной краеведческий музей                                    | Архангельск, площадь Ленина, д. 2 и Гостиные дворы, наб. Северной Двины                        | 1837                                            | Музей в Архангельске, освещающий богатство природы, культуры и истории Русского Севера |
|      | Архангельский областной музей изобразительных искусств                         | Архангельск, площадь Ленина, д. 2                                                              | август 1960                                     | |
|      | Вельский краеведческий музей имени В. Ф. Кулакова                              | г. Вельск, площадь Ленина, д. 39                                                               | 1919                                            | Краеведческий музей в Вельске, созданный в мае 1919 года на основе коллекции предметов старины, собранной местным крестьянином Кулаковым Василием Феоктистовичем. Музей расположен в центре города и занимает несколько зданий. Собрание музея содержит более 28000 предметов, в том числе 22150 единиц хранения основного фонда. |
|      | Виноградовский районный исторический музей                                     |                                                                                                |                                                 | |
|      | Государственное музейное объединение «Художественная культура Русского Севера» | Архангельск, площадь Ленина, 2                                                                 | 1960                                            | Музейный комплекс Архангельска, включающий в себя Архангельский музей изобразительных искусств и другие достопримечательности города и Архангельской области. Коллекция музея состоит из более 30 тысяч произведений отечественного искусства, созданных в период с XIV века и до современности. |
|      | Северный морской музей                                                         | Архангельск, набережная Северной Двины, д. 80                                                  | ок. 1975 года                                   | Государственный морской исторический музей научно-технического профиля. Фонд музея насчитывает более 21000 единиц хранения, часть из которых представлена в существующих и формирующихся экспозициях, повествующих о морском наследии Севера России. |
|      | Дом-музей Адмирала флота Советского Союза Николая Герасимовича Кузнецова       |                                                                                                |                                                 | |
|      | Историко-мемориальный музей М. В. Ломоносова                                   | Холмогорский район, Ломоносово                                                                 | 1940                                            | Историко-мемориальный музей в бывшей усадьбе Ломоносовых, расположенный в селе Ломоносово (Архангельская область) на острове Куростров. Музей находится в здании, где стоял дом Ломоносовых. |
|      | Каргопольский государственный историко-архитектурный и художественный музей    | г. Каргополь, Октябрьский пр., 50                                                              | 1919                                            | Крупный музейный комплекс, расположенный на территории города Каргополь и его окрестностей. Музей включает 13 памятников архитектуры, в том числе 10 — федерального значения, среди которых шедевры каменного и деревянного зодчества XVI—XVIII веков. Фонды музея содержат коллекцию предметов Русского Севера, в том числе народный костюм, каргопольскую вышивку, золотное шитье, роспись по дереву, рукописные и старопечатные книги, церковную скульптуру, иконопись. |
|      | Котласский краеведческий музей                                                 | Котлас, ул. Виноградова, 22                                                                    | 1964                                            | Общий фонд музея включает более 26 тысяч единиц хранения основного фонда и более 6 тысяч единиц хранения вспомогательного фонда. Экспозицию музея составляют коллекции документов, фотографий и негативов, тканей, металла, коллекция живописи, графики, скульптуры и декоративно-прикладного искусства, коллекция предметов быта и этнографии, коллекции нумизматики, археологии. |
|      | Краеведческий центр «Дом Няна»                                                 |                                                                                                |                                                 | |
|      | Красноборский историко-мемориальный и художественный музей                     |                                                                                                |                                                 | |
|      | Литературно-мемориальный музей Ф. А. Абрамова                                  |                                                                                                |                                                 | |
|      | Лявлинский музей коровы                                                        | Лявля, д. Новинки, Приморский район, Архангельская область, 163503 тел. +7 (8182)25-51-79      | 30.11.2012, во Всемирный день домашних животных | Идея воссоздать существовавший более 15 лет назад Музей коровы пришла в голову жителям деревни Хорьково. Несмотря на то, что экспозиция долгое время не действовала, фонды музея пополнялись благодаря местным ценителям молока. Материалы для музейной выставки продолжал собирать сельчанин Николай Суханов. В том числе ему удалось сохранить данные не только о самых удойных коровах, но и о доярках, фельдшерах, жителях Приморского района, которые ухаживали за скотом. Музей посвящен корове холмогорской породы, жителям приморского района, которые успешно работали с этими животными. Через память к корове мы простираем взгляды на всю историю Лявли, чем она жила, какие люди были в то время. |
|      | Мезенский историко-краеведческий музей                                         |                                                                                                |                                                 | |
|      | Музей авиации Севера                                                           |                                                                                                |                                                 | |
|      | Музей деревянного зодчества «Малые Корелы»                                     | Уемское сельское поселение Приморского района                                                  | 1964                                            | Музей деревянного зодчества и народного искусства северных районов России под открытым небом. В экспозиции музея находятся около 100 гражданских, общественных и церковных построек, самые ранние из которых датируются XVI веком (колокольня из села Кулига Дракованово) и XVII веком (Вознесенская церковь из села Кушерека и Георгиевская церковь из села Вершина). Среди экспонатов — крестьянские, купеческие избы, амбары, колодцы, изгороди, ветряные мельницы, баня и т. п. Постройки для перемещения на территорию музея раскатывались по брёвнам, а затем заново собирались уже на территории Малых Корел.                                                                                           |
|      | Музей судоремонтной верфи «Красная Кузница»                                    |                                                                                                |                                                 | |
|      | Онежский историко-мемориальный музей                                           |                                                                                                |                                                 | |
|      | Пинежский краеведческий музей                                                  | Пинежский район, пос. Пинега, ул. Первомайская, 51                                             | 1966                                            | Постоянные выставки: «Быт и занятия пинежских крестьян до 1917 года», «Птицы и звери наших лесов», «Город Пинега — 1780—1917», «Политические репрессии», «Храмы Пинежья». |
|      | Северодвинский городской краеведческий музей                                   | г. Северодвинск, ул. Пионерская, 10                                                            | 1970                                            | |
|      | Соловецкий государственный историко-архитектурный и природный музей-заповедник | Соловецкие острова                                                                             | 1967                                            | На территории Соловецкого монастыря был создан Соловецкий государственный историко-архитектурный и природный музей-заповедник, как филиал Архангельского краеведческого музея, который обладает свыше 250 недвижимыми памятниками истории и культуры и разнообразными природными ландшафтами. На территории музея-заповедника расположено самое крупное на Европейском севере России языческое святилище, комплекс культовых и погребальных сооружений. Также уникальна озёрно-канальная система Соловецких островов. |
|      | Сольвычегодский историко-художественный музей                                  |                                                                                                |                                                 | |
|      | Черевковский филиал Красноборского историко-мемориального музея                |                                                                                                |                                                 | |
|      | Шенкурский районный краеведческий музей                                        |                                                                                                |                                                 | |
|      | Яренский районный краеведческий музей                                          | Яренск                                                                                         | 1905                                            | |

## Список музеев Ненецкого автономного округа
| Фото | Название                      | Адрес      | Год основания | Описание |
| ---- | ----------------------------- | ---------- | ------------- | --- |
|      | Ненецкий краеведческий музей  | Нарьян-Мар | 1934          | В коллекции музея — документы, фотографии, произведения графики, живописи, монеты, ордена и медали, книги с автографами авторов, предметы быта и этнографии из дерева, металла, ткани, меха и кожи. В 2000 году на хранении насчитывалось около 17 тысяч предметов. |
|      | Музей-заповедник «Пустозерск» | Нарьян-Мар | 1991          | В Доме Шевелёвых открыта постоянная экспозиция «Северный дом; его облик и душа», показывающая домашний уклад пустозерцев |